# Ehrenfeld (Köln)
Ehrenfeld (Kölsch: Ihrefeld) ist ein Stadtteil innerhalb des gleichnamigen Kölner Stadtbezirks 4. Das im Kölner Westen liegende Viertel gehört seit 1888 zur Stadt Köln. Das Stadtbild wird heute von Baudenkmälern und Bürgerhäusern aus der Gründerzeit, Industriedenkmälern, Kriegsbaulücken füllenden Mietshäusern aus den 1950er und 1960er Jahren sowie vom Wohnturm des Herkules-Hochhauses aus den 1970er Jahren geprägt.
Der ehemalige Arbeiter- und Industriestadtteil hat heute (2020) einen für Köln durchschnittlichen Anteil an Migranten sowie einen unterdurchschnittlichen Anteil an Menschen mit Migrationshintergrund – 2010 war noch das Gegenteil der Fall. Die Geschäftsstraßen sind vor allem von türkisch- und italienischgeführten Geschäften und Betrieben geprägt, aber auch von vielen Unternehmen mit Inhabern aus Nah- und Fernost sowie aus Afrika. Ehrenfeld hat eine sehr lebendige Kulturszene und wird als Wohnviertel immer beliebter – steigende Mieten und eine wachsende Zahl von Theatern, Restaurants und Szenekneipen zeugen davon.

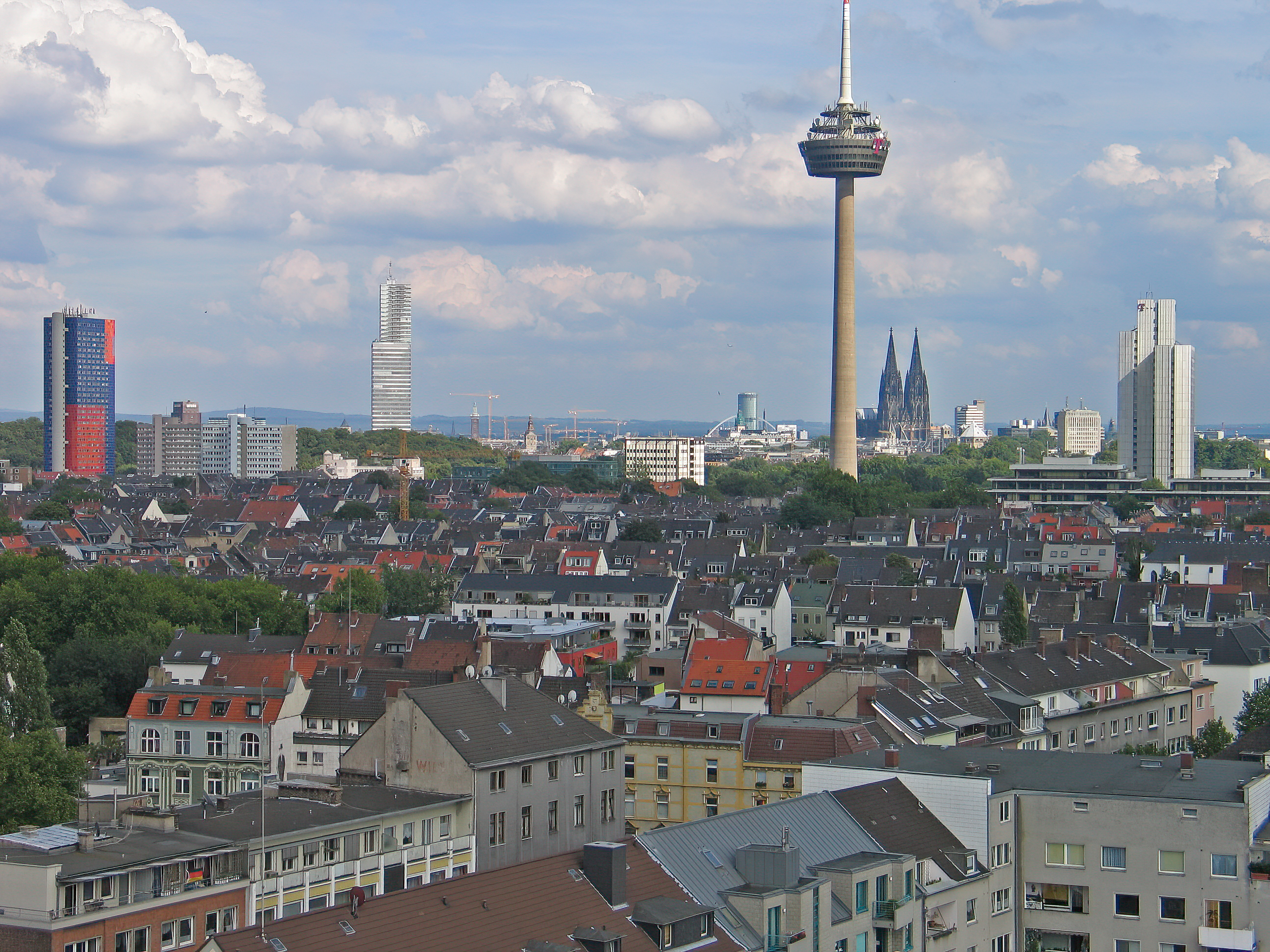
Ehrenfeld, im Hintergrund (von links) das Herkules-Hochhaus, Kölnturm, vor dem Tragbogen der Lanxess Arena das Kölntriangle, Colonius und Kölner Dom

## Lage
Der Stadtteil Ehrenfeld grenzt im Osten an Neustadt-Nord, im Süden an Lindenthal und Braunsfeld, im Westen an Müngersdorf und Bickendorf und im Norden an Neuehrenfeld.

## Geschichte

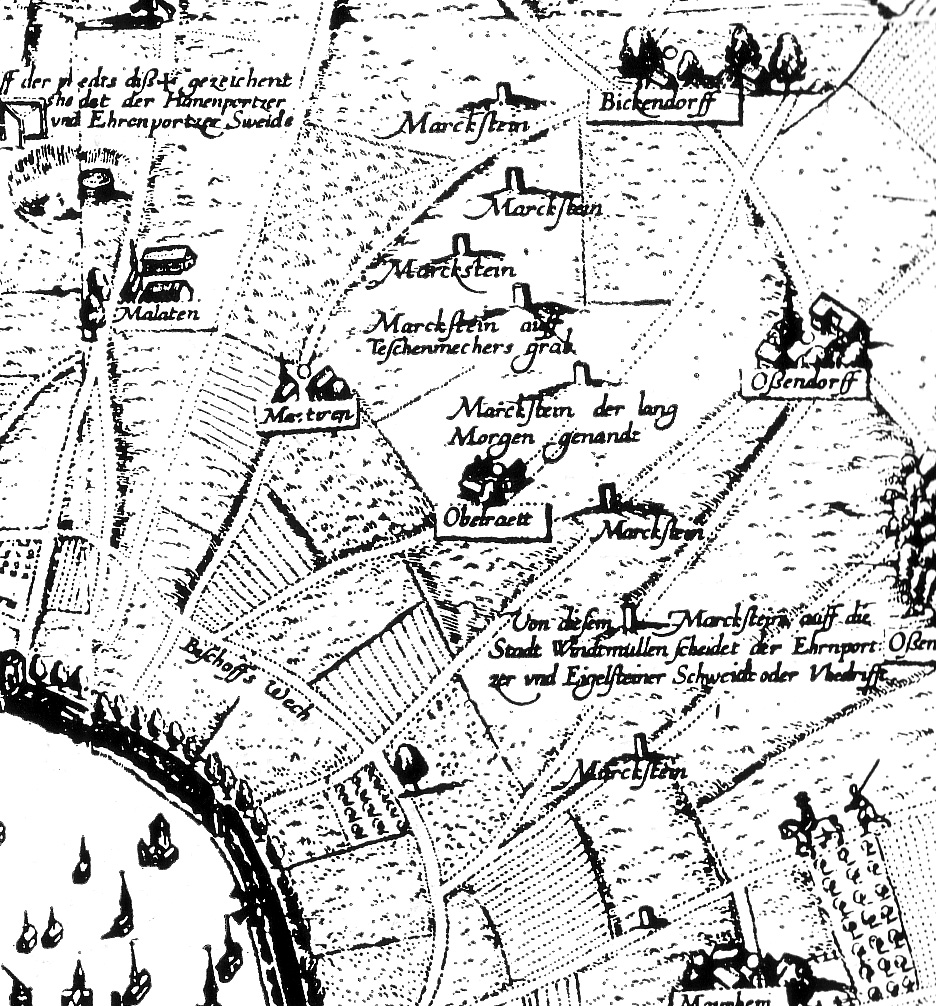
Karte aus dem Jahr 1606 mit dem Gebiet westlich von Köln. Die Weiler Martiren (Mechtern) und Obbelrath (Subbelrath) sind in der Ehrenportzer Schweidt erkennbar

Ehrenfeld verdankt seine Entstehung der Ausbreitung Kölns nach Westen, vor die Tore der Stadt. Bewohnt war das Gebiet schon im ersten bis dritten Jahrhundert nach Christus, wie der Fund einer römischen Landvilla bei der heutigen Mechternkirche im Jahr 1996 belegt. An dieser Stelle soll, der Legende nach, auch der Heilige Gereon wegen seines christlichen Glaubens getötet worden sein – die Bezeichnung Mechtern geht auf die mundartliche Veränderung des lateinischen ad martyres sanctos (zu den heiligen Märtyrern) zurück.
Bis zur Mitte des 19. Jahrhunderts war das Gebiet des heutigen Ehrenfeld kaum besiedelt und landwirtschaftlich genutzt worden. Noch 1840 gab es mit den sich überwiegend im kirchlichen Besitz befindlichen Gütern Mechtern, Subbelrath und Ziegelfeld lediglich drei Häusergruppen, die von 32 Menschen bewohnt wurden. Am Ziegelfeld wurde auch Ziegelbrennerei betrieben. Die Idee zur Gründung einer Vorstadt an dieser Stelle wird dem Kölner Buchdrucker und Antiquar Franz Anton Kreuter zugeschrieben. Dieser erkannte den durch Industrialisierung und Bevölkerungszuwachs notwendigen Platzbedarf für Gewerbeflächen und preiswerten Wohnraum, der innerhalb Kölns nicht befriedigt werden konnte, und überzeugte Politiker und Investoren vom Aufbau eines Vorortes. 1845 entschied man über den Bau des Ortes unter der Bezeichnung Ehrenfeld. Der Name erklärt sich aus der geographischen Lage des Areals zu Köln: Man verließ die Stadtmauer durch das Ehrentor (Ehrenportz) und ging nach Westen über die Ehrenstraße, um zum Ehrenstraßener Feld zu gelangen.
Bereits im Frühjahr 1845 entstanden die ersten Wohnhäuser an der Venloer Straße, der Subbelrather Straße sowie an deren Verbindungsstraßen Körnerstraße, Simrockstraße und Stammstraße, zumeist als Dreifensterhäuser. Die älteste erhaltene Fassade eines solchen Hauses ist heute in der Venloer Str. 260 zu sehen: Das Haus Mertens wurde 1853 in Backstein erbaut. Ein seitlicher Anbau wurde nach 1894 hinzugefügt. Von 1866 bis 1971 war das Haus im Besitz der Familie Mertens und beherbergte eine Metzgerei.
Ehrenfeld gehörte zunächst zur Bürgermeisterei Müngersdorf im Landkreis Köln. 1867 wurde Ehrenfeld mit über 4000 Einwohnern selbstständige Gemeinde. Stolz nahmen die Ehrenfelder 1875 ihre Rangerhöhung in den „Stand der Städte“ zur Kenntnis. Das Stadtrecht folgte jedoch mit der Verleihung der Städteordnung erst am 8. Oktober 1879. Das Ehrenfelder Wappen bildete ein Kammrad auf blau-goldenem Grund. Mit der Stadtwerdung schied Ehrenfeld aus der Bürgermeisterei Müngersdorf aus und wurde zu einer eigenen Bürgermeisterei erhoben.

### Industrialisierung

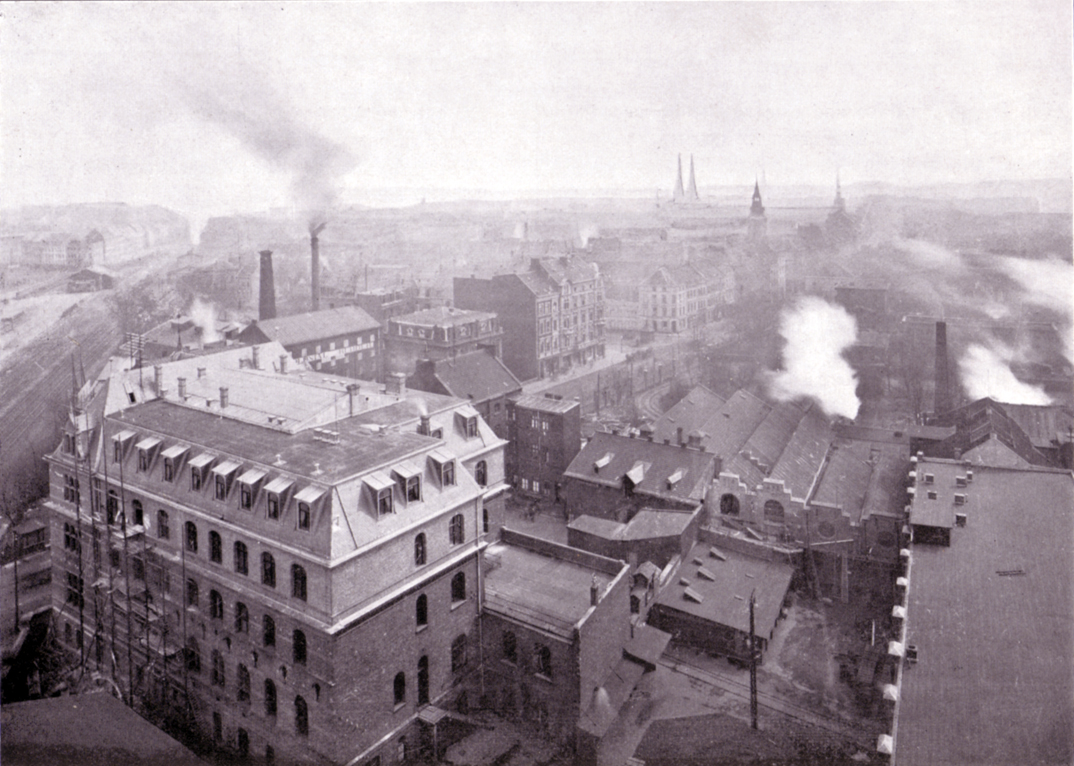
Blick auf die Industriestadt Ehrenfeld, um 1900

Bereits im Gründungsjahr Ehrenfelds nahm die Tapetenfabrik von Philipp Hoffmann an der später nach ihm benannten Philippstraße ihren Betrieb auf. Es folgte die Ansiedlung zahlreicher Betriebe, vor allem aus den Bereichen Metallverarbeitung, Chemie, Glasherstellung und später auch Elektrotechnik, darunter große Firmennamen wie Leyendecker (Bleiprodukte), Herbrand (Waggonfabrik), Herbig (Farben, später Herbol) oder Helios (Elektrotechnik). Grundsteine für einige noch heute bekannte Firmen und Entwicklungen wurden in dieser industriellen Pionierzeit in Ehrenfeld gelegt: So schuf die 1882 gegründete Helios AG für elektrisches Licht und Telegraphenanlagenbau einige Meilensteine der Wechselstromtechnik. Der Automobilbauer und Audi-Gründer August Horch entwickelte ab 1899 in seiner Firma Horch (A. Horch & Cie.) am heutigen Standort der Sparkasse KölnBonn an der Venloer Straße seine ersten Automobile. Die Parfümeriefabrik Ferdinand Muelhens (4711) war ab 1874 an der Vogelsanger Straße 100 ansässig. Heute sind noch die Grundstrukturen der großen Gießereihalle von Ostermann & Co zu sehen, die ab 2014 kernsaniert und einer neuen Nutzung zugeführt wurde. Auf ihrem Gelände zwischen Grüner Weg und Lichtstraße fertigte sie bis zu ihrer Liquidation 1992 die damals größten Schiffspropeller der Welt. An der Venloer Straße 466 eröffnete Cornelius Stüssgen am 28. August 1897 sein erstes Lebensmittelgeschäft.

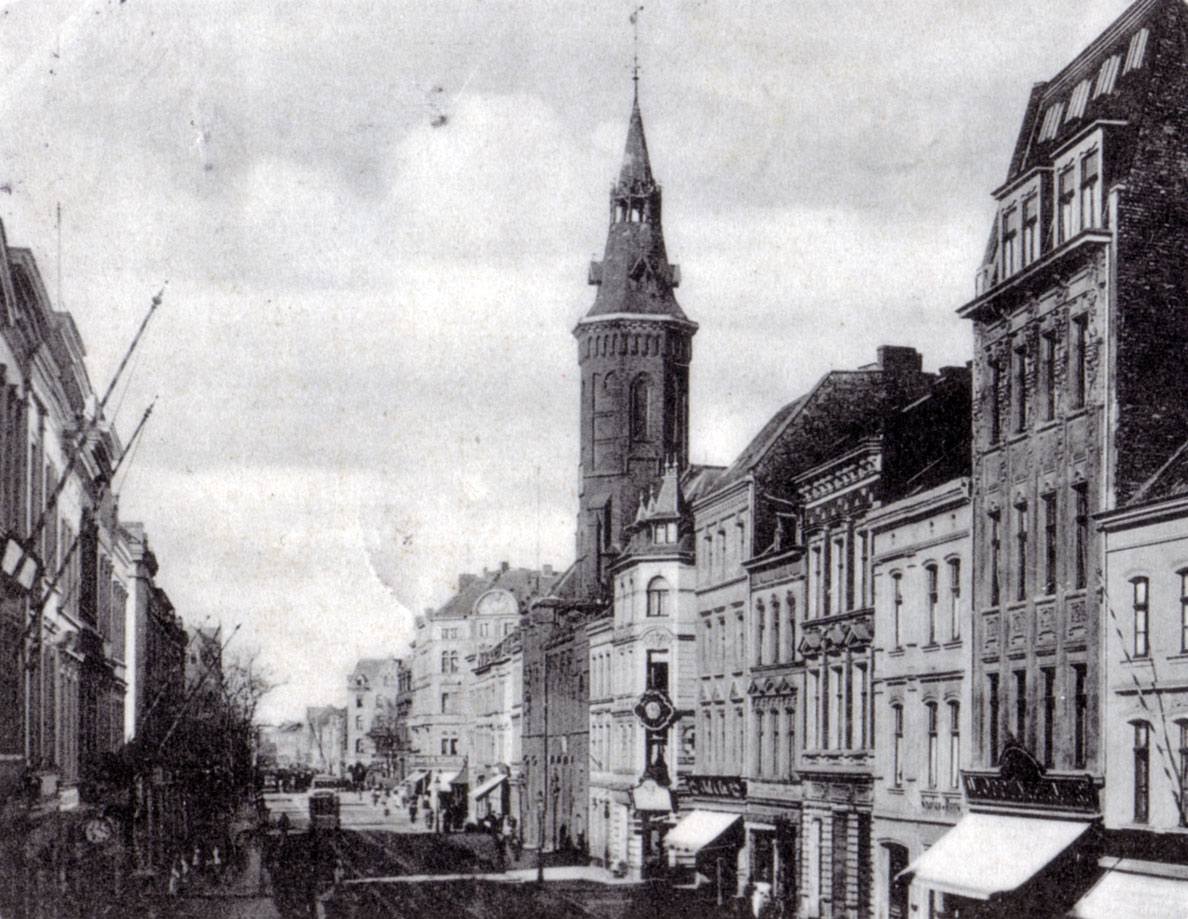
Ehrenfelder Rathaus an der Venloer Straße auf einer Postkarte aus dem Jahr 1902

Mit dem Wachstum von Bevölkerung und Industrie entstand auch das Bedürfnis nach öffentlichen Gebäuden und Einrichtungen. 1863 wurde in der Platenstraße das erste Schulgebäude Ehrenfelds als Katholische Volksschule errichtet. Zeitweise diente es als Berufsschule und Schule für Lernbehinderte; heute ist es ein städtisches Wohnheim. Es folgten öffentliche Einrichtungen wie Post und Bahnstation. 1875 gab es in Ehrenfeld bereits 40 Fabriken – bis 1886 erhöhte sich diese Zahl auf 52.
In der Blütezeit der Industrialisierung bekundete der Ehrenfelder Stadtrat: „Aus geringen Anfängen ist in der kurzen Zeit von noch nicht 30 Jahren eine schöne, blühende Stadt von 15.000 Einwohnern entstanden, deren Bewohner durch Fleiß, Tüchtigkeit und Gemeinsinn sich auszeichnen, deren Industrie weit über die Grenzen unseres Vaterlandes berühmt ist.“ 1880 wurde das Ehrenfelder Rathaus an der Venloer Straße von Vincenz Statz erbaut. Es galt als architektonisch bedeutendstes Profanwerk der Neugotik in Kölns Vororten. Erster und einziger Bürgermeister der Stadt Ehrenfeld war zwischen 1880 und 1888 Hugo Jesse. 1888 erfolgte die Eingemeindung Ehrenfelds als Stadtteil von Köln.
Noch heute werden Teile des Ehrenfelder Stadtbildes von Gebäuden mit industriekultureller Bedeutung geprägt. Einige der häufig unter Denkmalschutz stehenden und zum Teil architektonisch anspruchsvollen Komplexe wurden umgebaut und umgewidmet, etwa als Veranstaltungsräume, Gewerbeparks, Clubs oder Wohnraum.

### Zweiter Weltkrieg

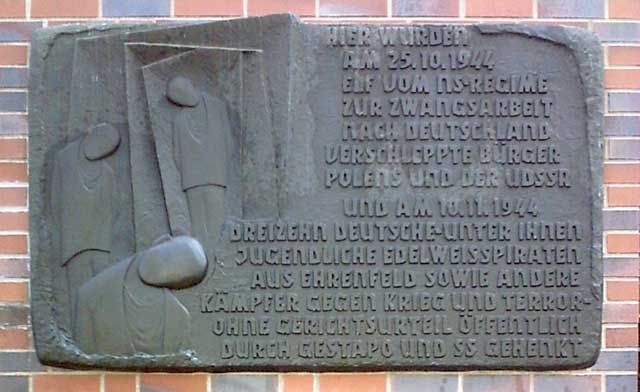
Gedenktafel für Opfer des NS-Regimes

Der 1939 begonnene Zweite Weltkrieg endete in Ehrenfeld am 6. März 1945 mit dem Einrücken der Amerikaner auf der Venloer Straße. Wie ganz Köln wurde auch Ehrenfeld, das 55 Mal Ziel alliierter Luftangriffe gewesen war, hart getroffen und erlitt schwere Zerstörungen. Das Rathaus wurde bei einem Bombenangriff am 17. Juni 1943 beschädigt und nach dem Krieg abgerissen.
Die Verfolgung von Juden im Nationalsozialismus führte während der Pogrome anlässlich der so genannten Reichspogromnacht zur Zerstörung der 1927 nach Entwürfen des Architekten Robert Stern erbauten Synagoge Ehrenfeld in der Körnerstraße. Sie diente bis dahin 2000 Mitgliedern der jüdischen Gemeinde in Ehrenfeld als Gebetshaus. Stolpersteine des Künstlers Gunter Demnig erinnern in den Straßen Ehrenfelds heute an die Deportation von Ehrenfelder Bürgern, meist Juden, vor deren ehemaligen Häusern sie in den Boden eingelassen sind.
Mitglieder der Ehrenfelder Gruppe der Edelweißpiraten, einer aus dem Wandervogel stammenden Jugendgruppe, die 1944 in Köln aktiven Widerstand gegen die Nationalsozialisten geleistet hatten, wurden am 10. November desselben Jahres in der Hüttenstraße von der Gestapo öffentlich und ohne Gerichtsurteil hingerichtet. Nach einem von ihnen, Bartholomäus Schink, ist dieser Abschnitt der Straße heute benannt. Nach dem Krieg entwickelte sich ein politischer und historischer Streit um die Zugehörigkeit der Gruppe zum Widerstand, der erst in den letzten Jahren weitgehend beigelegt wurde: An die Hinrichtung russischer und polnischer Zwangsarbeiter und die Widerstandskämpfer der Ehrenfelder Gruppe erinnert heute eine Gedenktafel in der nahen Schönsteinstraße:
Hier wurden am 25. Oktober 1944 elf vom NS-Regime zur Zwangsarbeit nach Deutschland verschleppte Bürger Polens und der UdSSR und am 10. November 1944 dreizehn Deutsche – unter ihnen jugendliche Edelweißpiraten aus Ehrenfeld sowie andere Kämpfer gegen Krieg und Terror – ohne Gerichtsurteil öffentlich durch Gestapo und SS gehenkt.

### Nachkriegszeit
In der Phase des Wirtschaftswunders und Wiederaufbaus prosperierte auch Ehrenfeld als Industriestandort und Arbeiterviertel. Der industrielle Wiederaufbau beschleunigte einen Wandel, der sich bereits vor dem Krieg abzeichnete: Die sich entwickelnde Schwerindustrie benötigte Platz, den das dichtbewohnte Ehrenfeld nicht mehr bieten konnte, und bevorzugte das offene Umland. Kleine und mittlere Unternehmen, etwa aus dem Werkzeugbau, Maschinenbau oder der Lebensmittelindustrie blieben oder siedelten sich ebenso wie die Firma Wilhelm Monke. Meisterwerkstätten für Instrumentenbau neu an. Hinzu kamen Verwaltungen sowie Handels- und Dienstleistungsunternehmen. 1957 eröffnete der Unternehmer Herbert Eklöh in den ehemaligen Produktionshallen der Helios-AG (heute bekannt als Rheinlandhalle) auf 2000 m² Europas ersten und gleichnamigen Supermarkt Eklöh. Auch entstand das erste Zentrum für Krankengymnastik und med. Massage, das Fridolinbad. Ab dem Frühjahr 1963 entwickelte ein Team des WDR in der Marienstraße 71, in einem eigens eingerichteten Farbfernsehversuchslabor, das Deutsche Farbfernsehen und die dazu gehörigen technischen Ausstattungen. Im Jahr 1966 hatten 111 Betriebe mit mehr als zehn Beschäftigten ihren Sitz in Köln-Ehrenfeld – dies entsprach etwa einem Sechstel der Kölner Betriebe in dieser Zeit.
Das Stadtviertel veränderte sich auch baulich: Als Ehrenfeld tangierende Umgehungsstraße wurde die heute sechsspurige Innere Kanalstraße entlang des inneren Grüngürtels im Jahre 1952 fertig gestellt. Zahlreiche kriegsbedingte Baulücken wurden in den 1950er Jahren durch Wohnhäuser in einem schnörkellosen, einfachen und preiswerten Baustil gefüllt. Viele Gebäude, die aus heutiger Sicht als denkmalwürdig erscheinen, wurden abgerissen, oft weil ein Wiederaufbau zu aufwendig anmutete.
Mit dem neuen Wohlstand der Aufbaujahre kamen auch Gastronomie, Kinos und Geschäfte nach Ehrenfeld, vor allem rund um die Venloer Straße. Auch der Ehrenfelder Karneval, mit eigenen Vereinen, einem Kinderdreigestirn und dem Ehrenfelder Dienstagsumzug entwickelte sich als eigener Beitrag zum Kölner Karneval. Arbeitskräftemangel machte den Zuzug von Gastarbeitern aus der Türkei und anderen meist südeuropäischen Ländern notwendig. Viele von ihnen ließen sich dauerhaft in Ehrenfeld nieder und gründeten später eigene Geschäfte, Moscheen und Teestuben.

### Strukturwandel

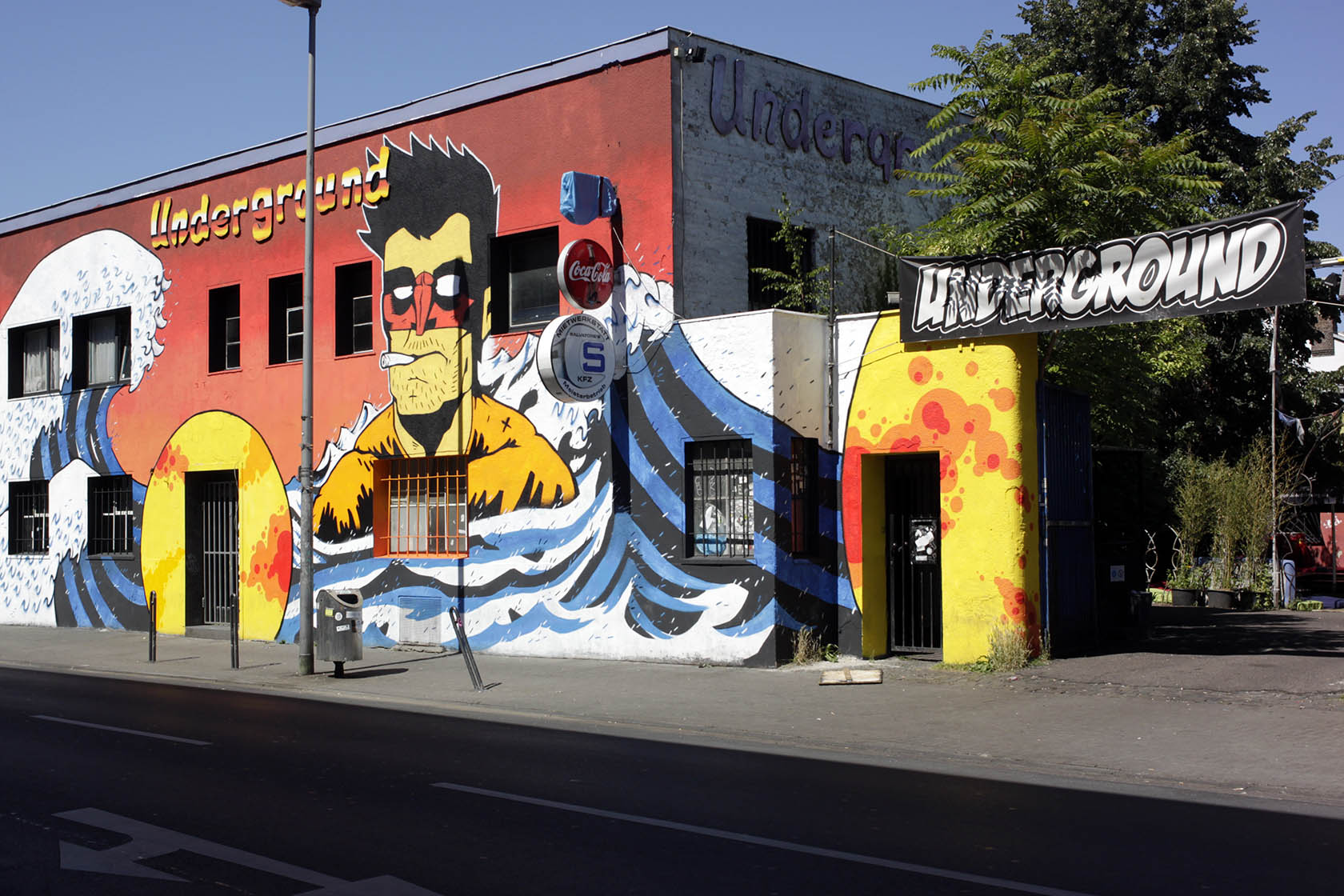
Underground – einst Industrie, dann Veranstaltungsort (2017 abgegangen)

Von den 1970er Jahren bis in die heutige Zeit veränderte sich Ehrenfelds Wirtschafts- und Sozialstruktur. Immer mehr Unternehmen schlossen ihre Pforten – teils nach wirtschaftlichen Schwierigkeiten, teils, weil Veränderungen und Vergrößerungen am inzwischen dichtbevölkerten und -bebauten Standort nicht mehr möglich waren. Infolge des damit verbundenen Abbaus von Arbeitsplätzen stieg die Arbeitslosigkeit in Ehrenfeld – gleichzeitig sank die Kaufkraft vieler Bewohner stetig. Infolgedessen verließen auch eine Reihe von Händlern, Gastronomen und Dienstleistern das Viertel. Deren Geschäfte wurden von Ramschläden, mehr oder weniger zwielichtigen Kneipen oder Spielhallen, später auch einfachen Internetcafés und Callshops übernommen. Mit der Arbeitslosigkeit stieg auch die Kriminalität im Viertel: Dem Arbeiterstadtteil drohte an vielen Stellen auch optische Verwahrlosung, denn gerade die zahlreichen Altbauten waren nicht selten vom Verfall bedroht, weil überfällige Sanierungen ausblieben. Niedrige Mieten für Wohnraum und Gewerbe zogen jedoch spätestens in den 1990er Jahren auch Studenten und Kulturschaffende an. Vor allem letztere wandelten brachliegende Industriebauten in Ateliers, Theater oder Clubs wie „Ruine“, „Underground“, „Live Music Hall“, „Loft“ oder „Herbrands“ um. Gleichzeitig entstanden – oft genug direkt neben Imbissbuden – Szenekneipen und anspruchsvolle Restaurants. Auch ein Programmkino gab es bald wieder. Es folgten Unternehmer und Dienstleister mit neuen Geschäftsideen. Zunehmend investierten auch Hausbesitzer in die Sanierung maroder Altbauten, so dass inzwischen ganze Straßenzüge wieder bunte Gründerzeitfassaden zeigen. Heute gibt es bei Bewohnern, Architektur, Geschäften und Gewerbe eine Koexistenz zwischen billigem Wohnraum und Ramschgeschäften auf der einen sowie aufstrebenden, innovativen Betrieben, schickem Wohnen im sanierten Altbau und kulturellen Anziehungspunkten auf der anderen Seite. Die Sozialhilfedichte und die Arbeitslosenquote lagen Anfang 2005 nur noch knapp über dem Kölner Durchschnitt.

## Bevölkerungsstatistik
Entwicklung und Struktur der Bevölkerung von Köln-Ehrenfeld (2010 und 2020 im Vergleich):
- Durchschnittsalter der Bevölkerung 2020: 39,3 Jahre (Kölner Durchschnitt: 42,2 Jahre)
- Menschen mit Migrationshintergrund: 35,1 % → 36,4 % (Kölner Durchschnitt: 33,9 % → 40,4 %)
- Ausländeranteil: 21,5 % → 19,5 % (Kölner Durchschnitt: 17,0 % → 19,4 %)
- Arbeitslosenquote: 10 % → 6,8 % (Kölner Durchschnitt: 9,5 % → 7,6 %)
- Leistungsberechtigte mit Regelleistungen zur Sicherung des Lebensunterhaltes Dezember 2020: 10,8 % (Kölner Durchschnitt: 13,8 %)
- Durchschnittliche Wohnfläche je Einwohner: 36,2 m² → 36,3 m² (Kölner Durchschnitt: 39,5 m² → 39,6 m²)

Der Stadtteil Köln-Ehrenfeld ist beim Anteil der Menschen mit Migrationshintergrund für Kölner Verhältnisse mittlerweile unterdurchschnittlich; hier haben sich Köln als Gesamtheit und der Stadtteil zwischen 2010 und 2020 gegenläufig entwickelt.

## Kultur
Mit dem Urania-Theater, dem Kölner-Künstler-Theater, dem Artheater, den Ehrenfeldstudios und dem Studio 11 besitzt Ehrenfeld fünf freie Bühnen. Das Programmkino Cinenova bietet in drei Sälen 705 Zuschauern Platz. Zahlreiche Clubs und Live-Bühnen hatten und haben sich vor allem in ehemaligen Fabrikanlagen etabliert, die jedoch im Laufe der Zeit zumeist Neubebauungen weichen mussten. Zu den bekanntesten gehörten der 2017 geschlossene Club Underground und die 2015 geschlossene Werkstatt, das 2021 abgerissene Heinz Gaul sowie der Sensor Club und die Papierfabrik, die es seit 2011 nicht mehr gibt. Übrig geblieben sind die Live-Music-Hall sowie das Herbrands in der ehemaligen Wagenbaufabrik Herbrand.
Ähnlich kreativ umgenutzt werden der Club Bahnhof Ehrenfeld und Yuca, die sich in Bahnhofsbögen befinden, der Sonic Ballroom oder das Odonien. In Nähe des Bahnhofs befindet sich mit dem Café Goldmund der einzige gastronomische Betrieb in Köln, der gleichzeitig Antiquariat und Bookcrossing-Station ist. Auf dem Heliosgelände befindet sich Zamus, das Zentrum für Alte Musik der Kölner Gesellschaft für Alte Musik.

## Gebäude und Architektur

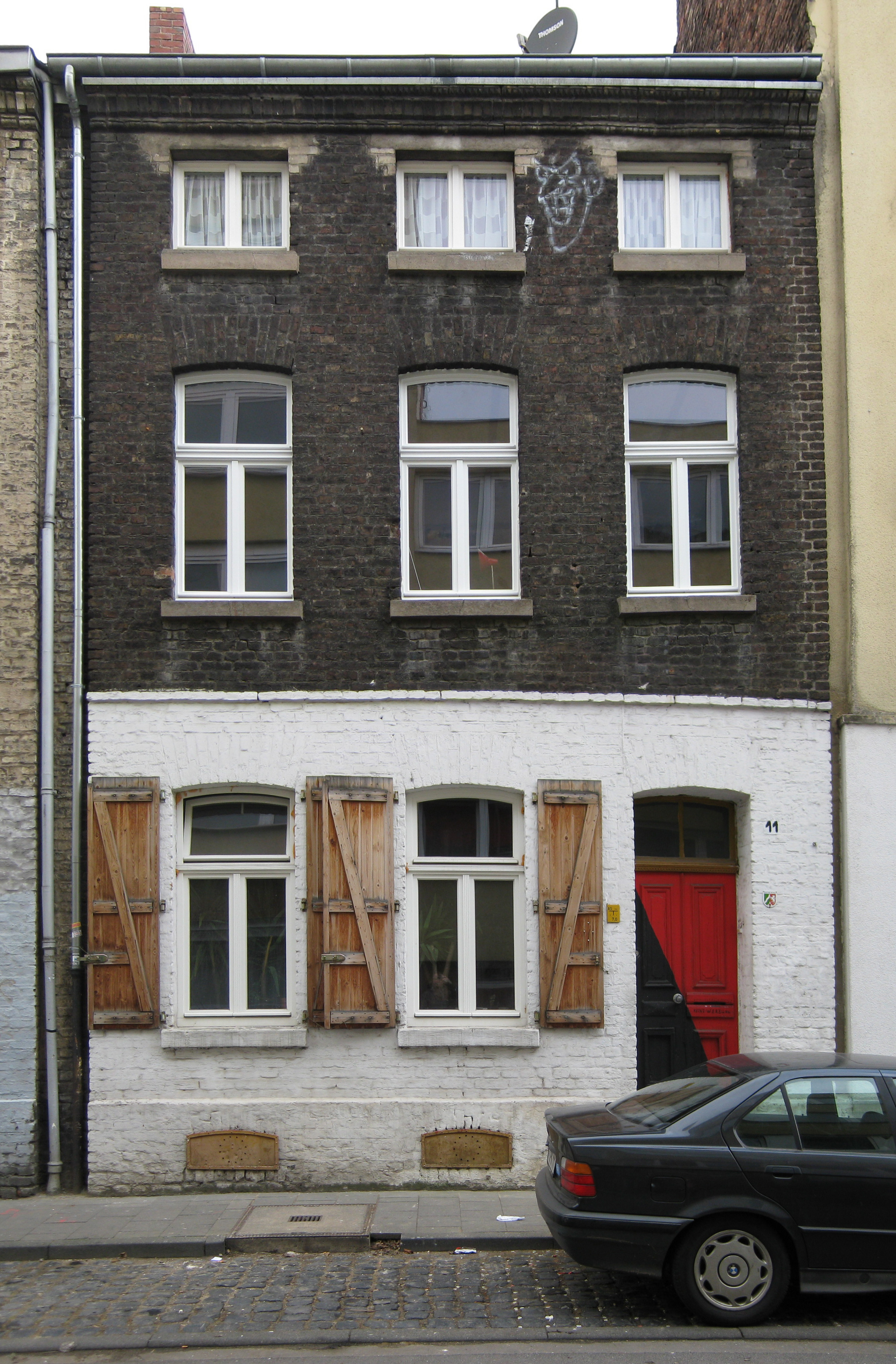
Dreifensterhaus in der Lessingstraße

Die ältesten Häuser Ehrenfelds sind Dreifensterhäuser. Die Gebäude wurden schmal gebaut, weil nach der preußischen Bauordnung Häuser mit einer Breite von bis zu 20 Fuß (etwa 6,28 Meter) von Steuerabgaben befreit waren. Nach hinten wurden sie oft durch Anbauten erweitert. Häufig befanden sich in Parterre oder im Souterrain Hauswirtschaftsräume, Läden, Werkstätten, später Büros, Praxen oder auch Garagen. Wohlhabende Unternehmer leisteten sich dazwischen Villen und Bürgerhäuser. So ließ der Inhaber der Gießerei Lieck und Plümacher, Xavier Liek, in der Körnerstraße 98 im Jahr 1877 eine historistische Halbvilla erbauen. In den Nischen an der Seitenfront stehen die Figuren von Hephaistos/Hephaist und Merkur; der Gott der Schmiede und der Gott der Kaufleute versinnbildlichen den Beruf des ersten Hausbesitzers.
Das öffentliche Neptunbad am Neptunplatz wurde 1912 in Betrieb genommen und als erste neuzeitliche Badeanstalt in den Kölner Vororten eröffnet. Für den Bau verantwortlich war der Stadtbauinspektor Johannes Baptist Kleefisch. Der gesamte Innenbereich wurde im Jugendstil gestaltet; die Statue des jungen „Neptun“ zierte die Schwimmhalle. 1994 wurde die Badeanstalt geschlossen und seit 2002 als „Health Club & Spa“, das innenarchitektonisch an die alten Traditionen anknüpft, wieder eröffnet.

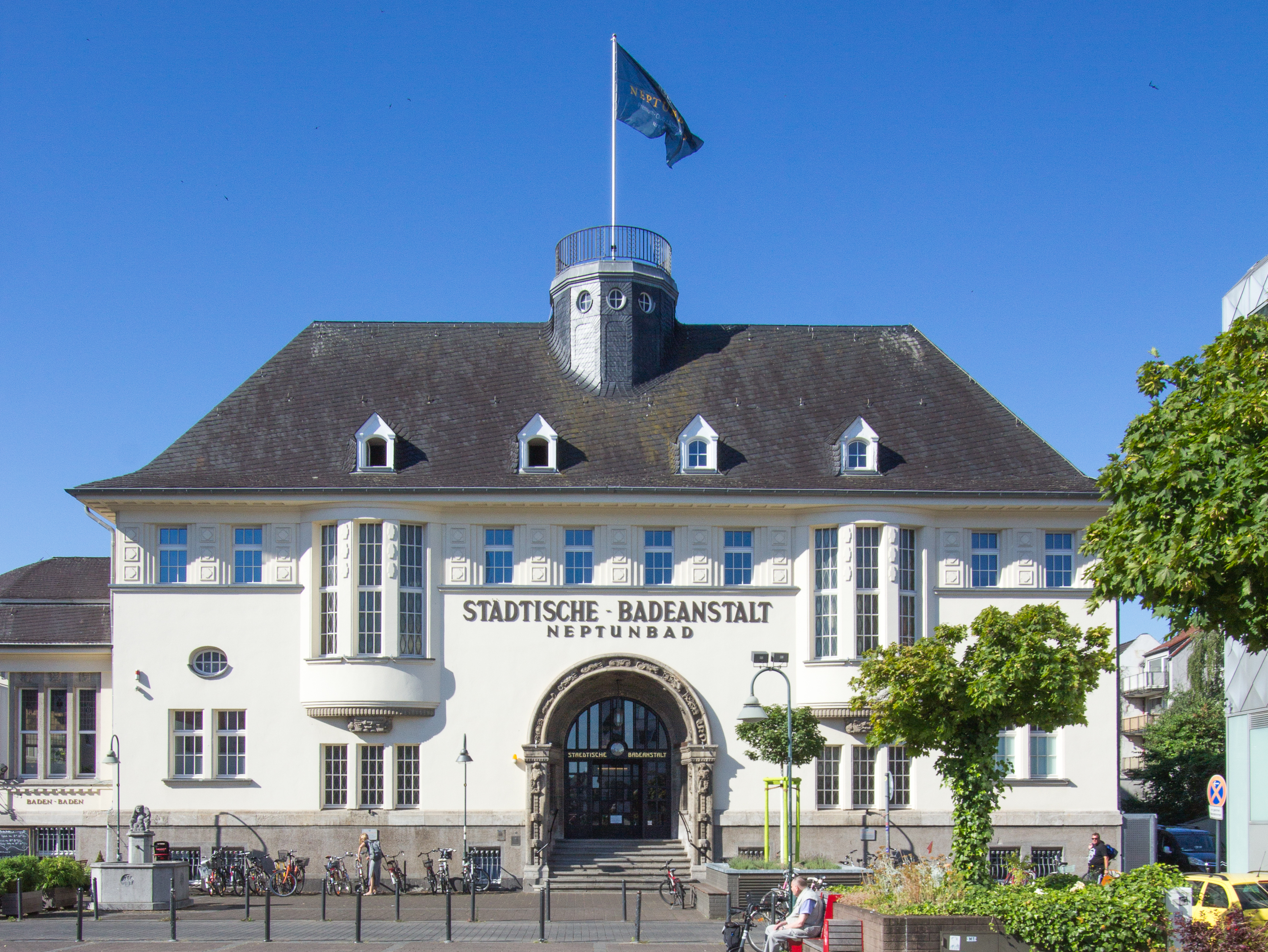
Neptunbad

Der ehemalige „Ehrenfelder Hof“ und „Haus der Casinogesellschaft“ an der Venloer Straße ist seit 1907 im Besitz der Familie Scholzen, die im „Haus Scholzen“ ein traditionelles Restaurant mit eigener Hausbrennerei betreibt. Von 1872 bis 1876 fanden hier auch die Gottesdienste der Evangelischen Gemeinde statt.

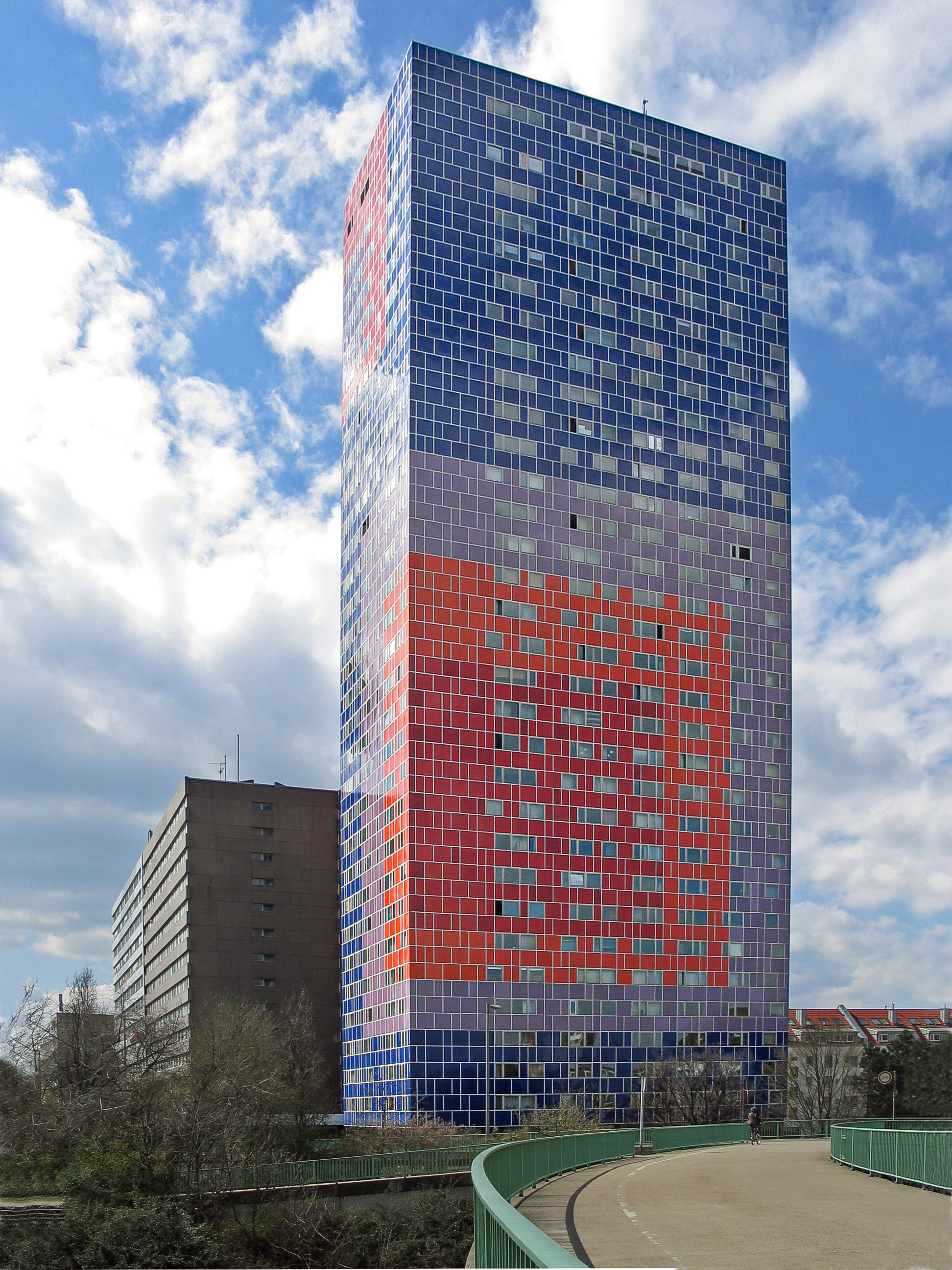
Herkules-Hochhaus

Neben der ehemaligen Synagoge in der Körnerstraße wurde 1942/43 ein Hochbunker errichtet, der nach Kriegsende bis 1955 als Notunterkunft für ausgebombte Einwohner Kölns und Heimatvertriebene diente. Zuletzt instand gesetzt wurde der Bau 1983/84. Eine Zeit lang fanden hier Kulturveranstaltungen der Initiative „Gestaltwechsel“ statt, was aus Brandschutzgründen jedoch eingestellt wurde. Seitdem dient der Bunker als Lager der Feuerwehr und des Katastrophenschutzes. Seit 1995 steht er unter Denkmalschutz. Es sind Bestrebungen im Gange, den Bunker wieder für kulturelle Anlässe zu öffnen.
Überragt wird Ehrenfeld vom 1973 fertiggestellten 31-geschossigen Herkules-Hochhaus des Architekten Peter Neufert. Der Wohnturm wurde nach der benachbarten Herkulesstraße benannt und markiert mit dem Beginn der Stadtautobahn und der Inneren Kanalstraße einen Verkehrsknotenpunkt Kölns. Auffallend ist besonders seine Fassade: Er ist mit orange, blau, lila und rot emaillierten Blechen verkleidet, die große, die Kanten übergreifende Farbkomplexe bilden. Davon silbern abgesetzt, dreifach variiert und scheinbar ohne feste Reihenfolge angeordnet sind die Fenster, so dass der Eindruck eines Mosaiks entsteht. Die bunte Fassade, die 2005 saniert wurde, brachte dem Gebäude im Volksmund die Bezeichnungen „Papageienhochhaus“ oder „Villa Kunterbunt“ ein.

### Industrie

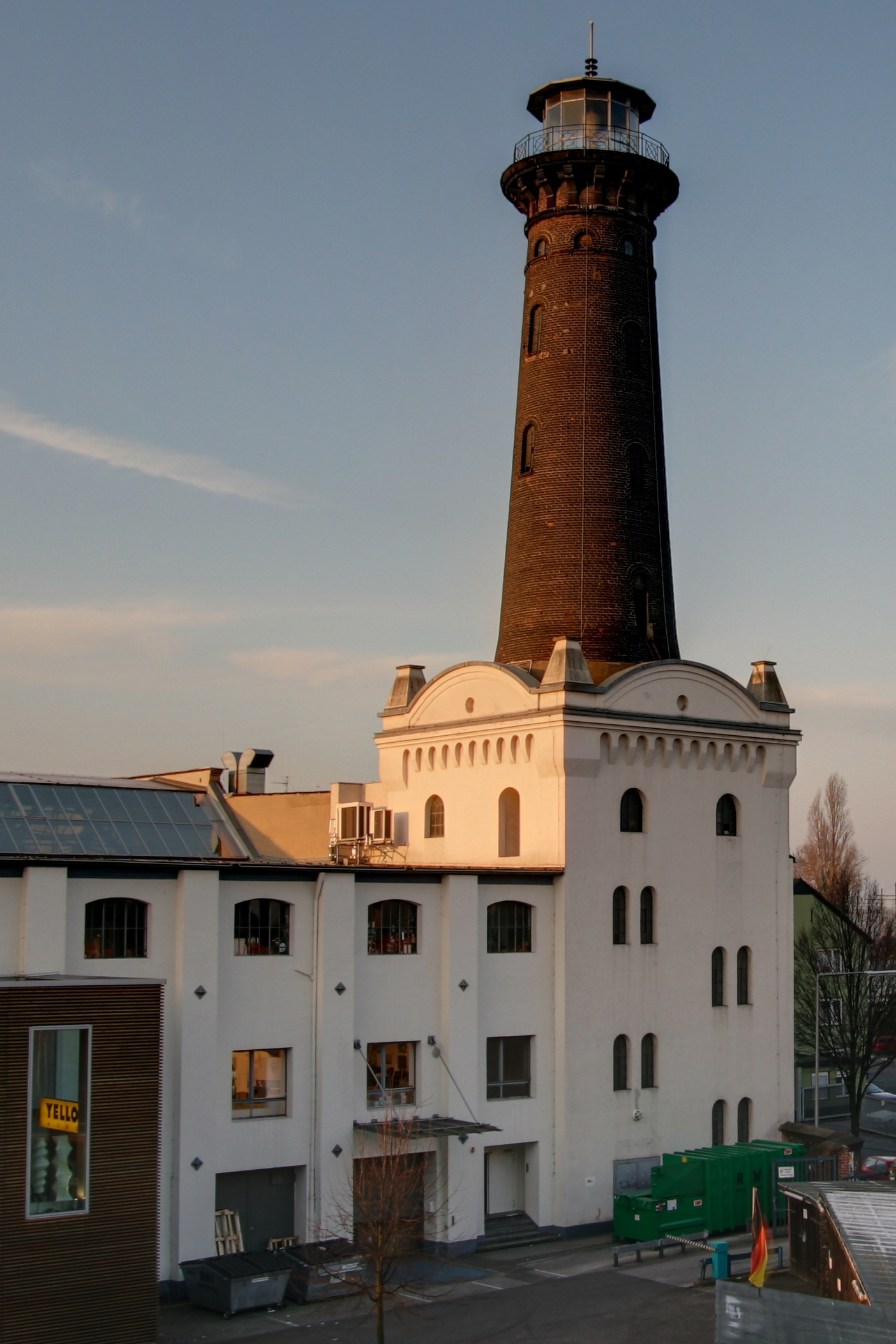
Heliosturm

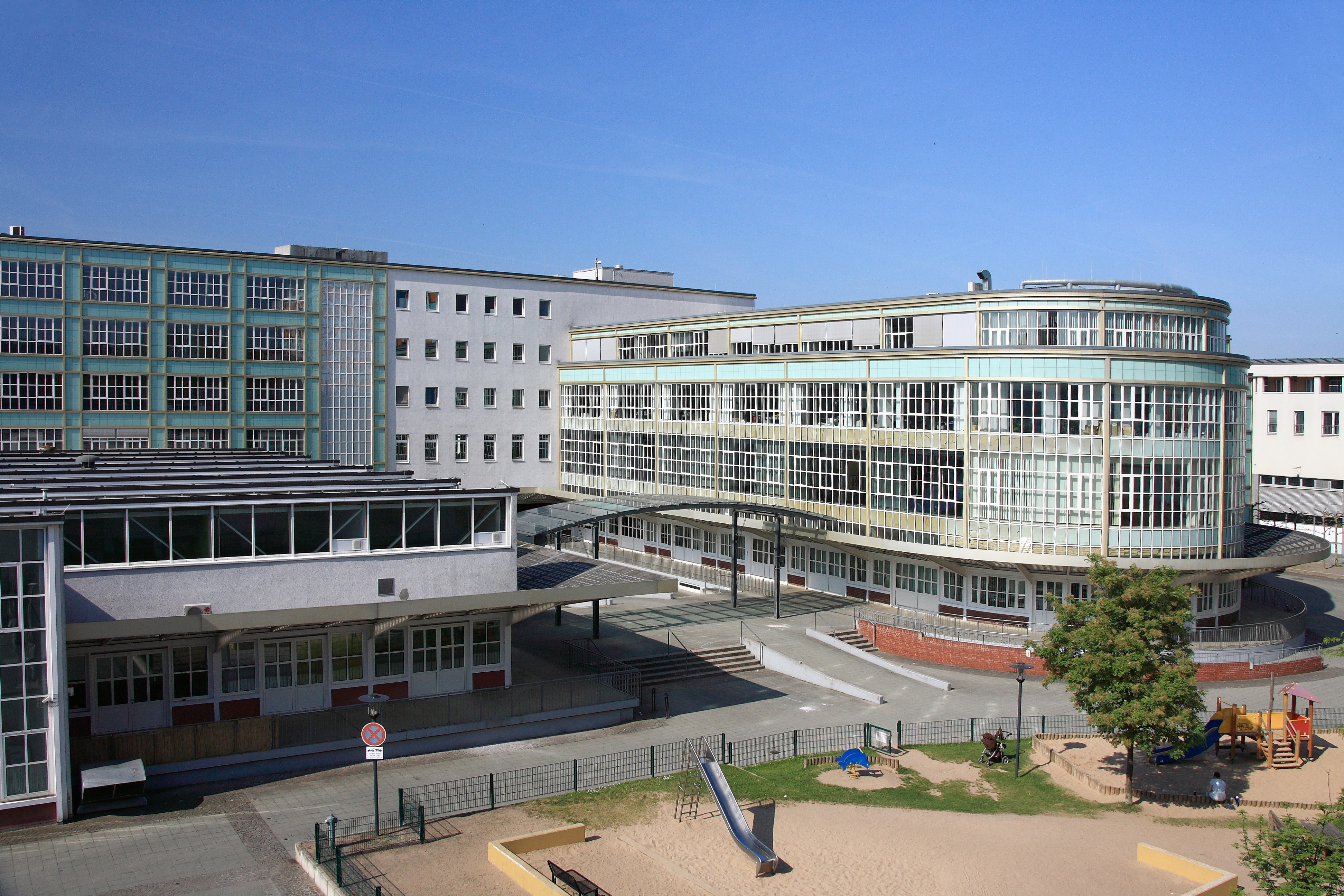
Die ehemalige 4711-Fabrik; heute u. a. mit Wohnungen, Kindergarten und Büros

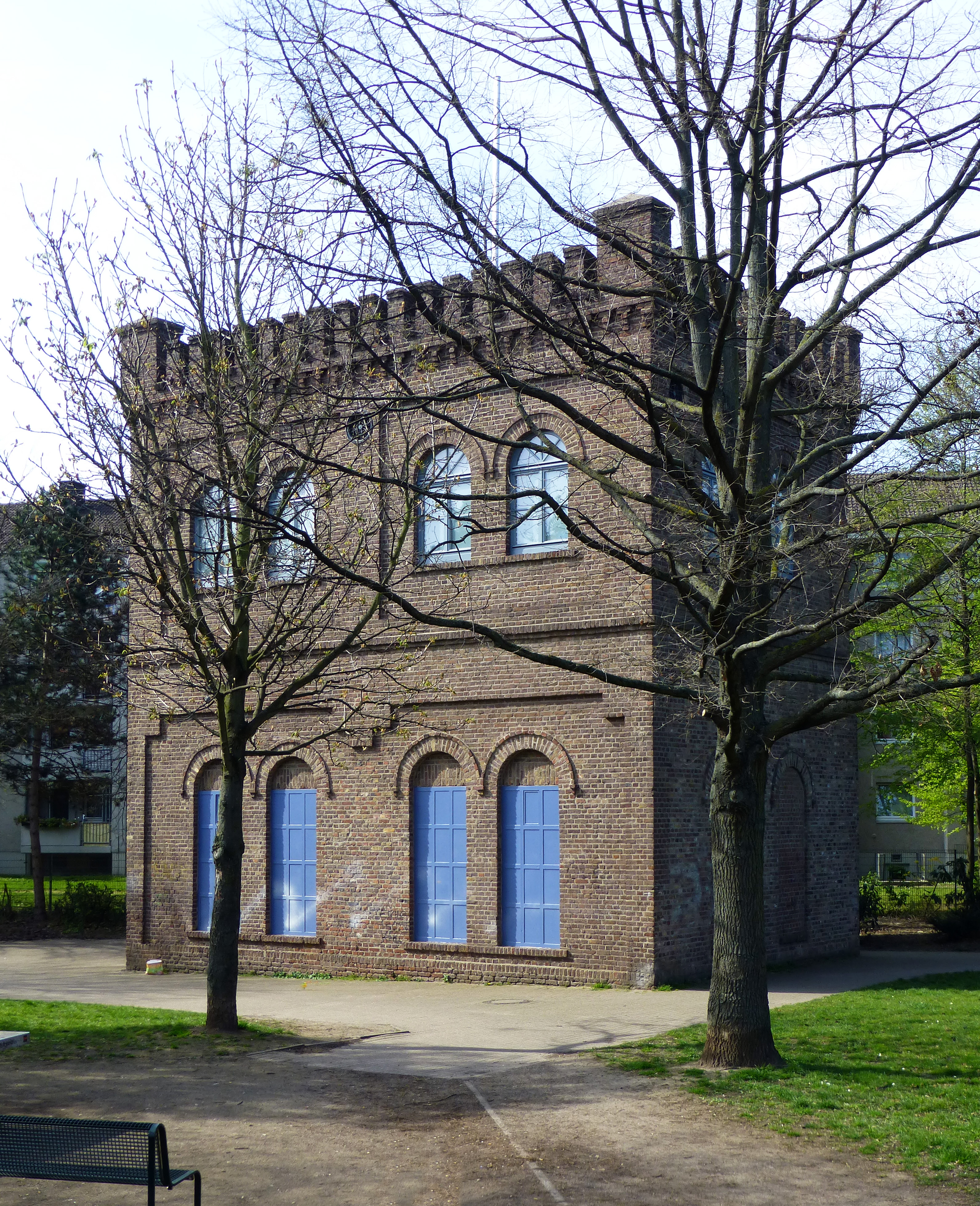
Blau-Gold-Turm

Ehrenfelds bekanntestes Industriedenkmal ist sicherlich der Heliosturm an der Heliosstraße. Dieser 1885 errichtete Binnenleuchtturm wird oft als Wahrzeichen Ehrenfelds bezeichnet. Er hat keine Funktion als Seezeichen, sondern gehörte zur 1930 erloschenen Helios AG, die Pionierleistungen auf dem Gebiet der Elektrotechnik hervorbrachte und unter anderem auch Leuchtmittel für Leuchtfeuer herstellte. Zu diesem Industriedenkmal gehört außerdem das ehemalige Verwaltungsgebäude an der Venloer Straße sowie die große Produktionshalle des Unternehmens. Letztere diente unter der Bezeichnung „Rheinlandhalle“ ab 1928 für Sport- und Unterhaltungsveranstaltungen wie das Kölner Sechstagerennen, wurde aber später auch für Propagandaveranstaltungen der NSDAP genutzt. Heute wird der Komplex der Helioswerke von zwei Möbelhäusern, Geschäften, einem Fitnessclub und Ärzten genutzt. Der Heliosturm selbst leuchtet nach einer Rekonstruktion im Jahr 1996 wieder mit einem Dauerlicht, das durch Leuchtstoffröhren erzeugt wird.
Die Vereinigten Deutschen Metallwarenfabriken (VDM), die 1930 die Bleiröhrenwerke Wilhelm Leyendecker & Cie übernahm, hinterließen Ehrenfeld ebenfalls ein markantes Industriedenkmal: Im heutigen Leo-Amann-Park, hinter dem ehemaligen Verwaltungsgebäude des Betriebes (heute: Bürgerzentrum Ehrenfeld) steht der ehemalige Wasserturm der Fabrik. Er wurde im Stil eines Turmes, wie man ihn bei Wehr- oder Kirchengebäuden erwartet, erbaut und besitzt Zinnen und Ecktürme. Nach der Ehrenfelder Karnevalsgesellschaft Bürgergarde „blau-gold“, die für seine Restaurierung sorgte, wird er heute Blau-Gold-Turm genannt. Er verfügt über Remise, Funduskammer, Gesellschaftsraum und eine Dachterrasse.

### Der alte Friedhof

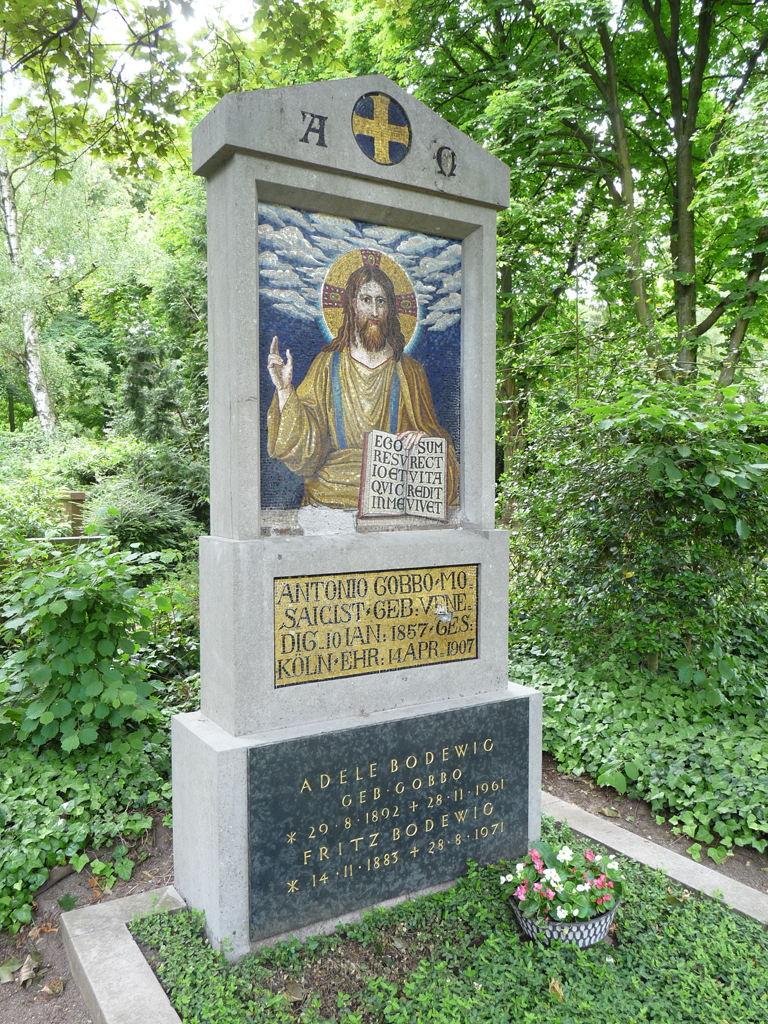
Grabmal von Antonio Gobbo

Der Alte Ehrenfelder Friedhof an der Weinsbergstraße ist noch heute als eigenständige, nicht zum im Süden angrenzenden Zentralfriedhof Melaten gehörende Anlage erkennbar. Dies wird z. B. durch das unterschiedliche Wegesystem und die abtrennende Mauer ersichtlich. Er entstand rund 60 Jahre nach Melaten, nachdem es den Ehrenfelder Bürgern vom Kölner Stadtrat nicht gestattet worden war, ihre Verstorbenen gegen Gebühr auf deren Friedhof beizusetzen.
Naturgemäß ist der Ehrenfelder Friedhof weder nach der Anzahl der Grabstätten noch nach deren Ausgestaltung mit Melaten vergleichbar, dennoch gibt es auch dort bemerkenswerte Grabmonumente, die ein Abbild der Sepulkralkultur und der Geschichte dieses heutigen Kölner Stadtteils widerspiegeln.

### Kirchen

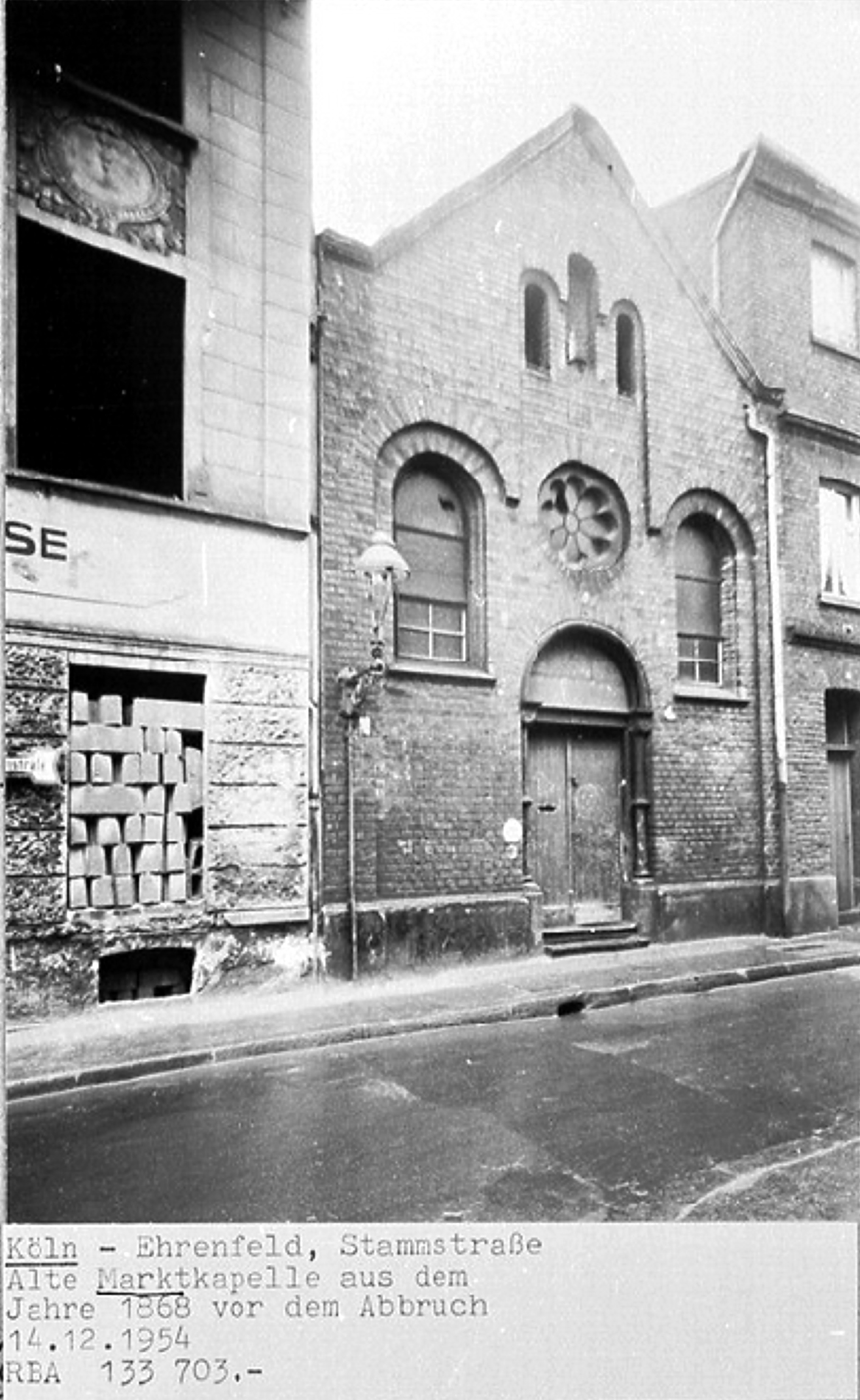
Alte Marktkapelle, 1954

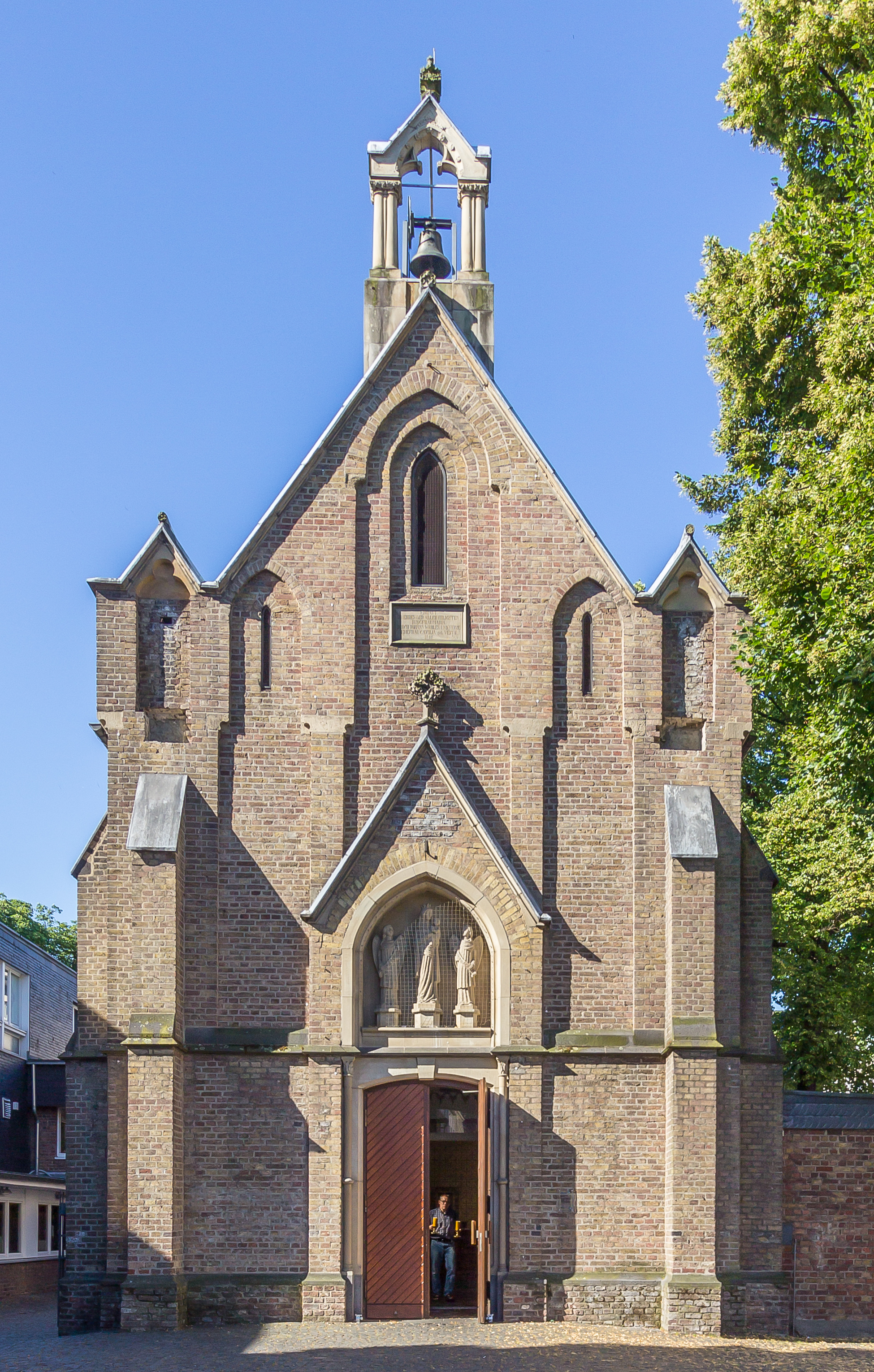
Marktkapelle St. Mariä Himmelfahrt

Ältestes bestehendes Gotteshaus Ehrenfelds ist die Marktkapelle St. Mariä Himmelfahrt am Geißelmarkt. Die Kapelle wurde von Johann und Cäcillie Wahlen für den Gottesdienst der Ehrenfelder Katholiken gestiftet und von Vincenz Statz 1860 entworfen. Die am Giebel angebrachten Skulpturen stellen den heiligen Antonius und Johannes den Täufer dar. 1944 wurde die Kapelle bei Bombenangriffen zerstört, 1955 durch Karl Band wieder aufgebaut und zu einer Gedenkstätte an die Opfer des Zweiten Weltkrieges umgestaltet. 1988 erfolgte die Rekonstruktion des Portalreliefs.
Unweit der Marktkapelle entstand ab 1871 die römisch-katholische Kirche St. Joseph, die von Vinzenc Statz als querschifflose neugotische Backsteinbasilika mit einem Fassadenturm geplant wurde. Er stiftete auch, zusammen mit Adam und Jakob Wahlen, das Baugrundstück. Der erste Gottesdienst in der Kirche wurde Weihnachten 1873 gehalten, offiziell geweiht wurde sie aber erst 1875. Die Kirche wurde 1913 erweitert, und dabei wurde auch der Fassadenturm durch den heutigen Kirchturm ersetzt.
Mehrere Vorgängerbauten hat die römisch-katholische Kirche St. Mechtern aufzuweisen. Nach der Legende befindet sie sich an dem Ort, an dem die Thebaische Legion hingerichtet wurde. Daher auch ihr Name, eine Verkürzung von ad martyres sanctos „zu den heiligen Märtyrern“. Hier befand sich im Mittelalter auf dem Hofgelände die Kirche St. Bartolomäus, Pfarrkirche für die verstreut liegenden Höfe und kleinen Dörfer ringsum. Im Volksmund wurde diese Kirche spätestens im 18. Jahrhundert St. Mechtern genannt, wie ein Schreiben des Pfarrers aus dieser Zeit belegt. Diese Kirche wurde im Zuge der Säkularisation geschlossen und anschließend abgerissen. Erst 1909 wurde hier wieder eine Kirche errichtet, nun im neuromanischen Stil. Diesmal erhielt sie nicht das alte Patrozinium St. Bartolomäus, sondern den volkstümlichen Namen St. Mechtern. Diese wurde im Zweiten Weltkrieg fast vollständig zerstört. Die heutige, 1954 erbaute Kirche ist ein Werk des Architekten Rudolf Schwarz.
Die Evangelische Friedenskirche Rotehausstraße wurde 1876 nach den Entwürfen des Baumeisters Carl Coeper im Berliner Rundbogenstil gebaut. 1877 wurde der 41½ Meter hohe Turm fertiggestellt. Das Chormosaik von 1922 diente als Krieger-Ehrenmal. 1942 bis 1944 wurde die Kirche teilweise zerstört, 1949 wieder aufgebaut und 1950 in Friedenskirche umbenannt. Eine Restaurierung erfolgte 1975 bis 1977.

### Zentralmoschee

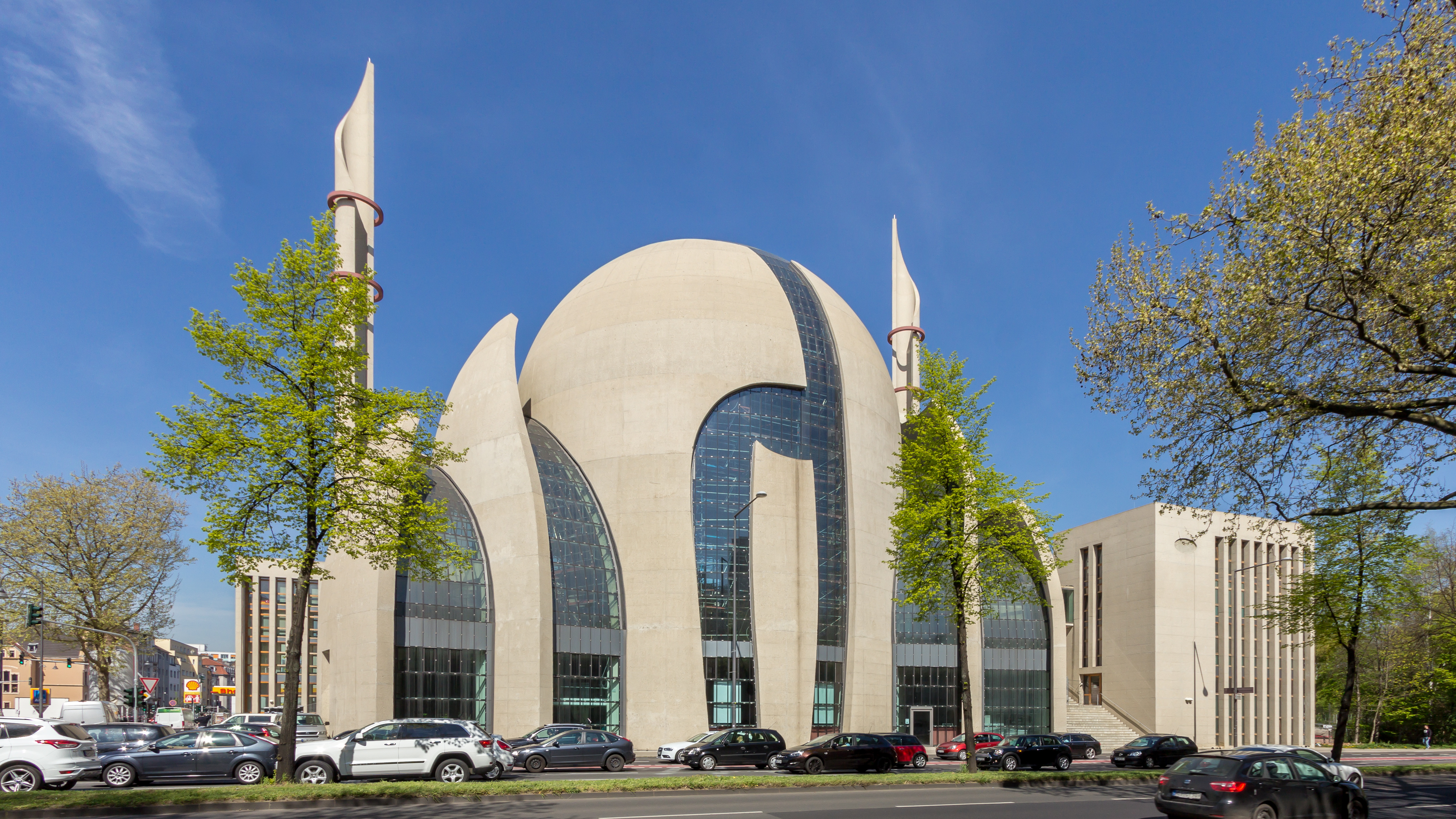
Zentralmoschee im April 2015

Am 7. November 2009 begannen mit der Grundsteinlegung die Bauarbeiten des Neubaus der Zentralmoschee Köln auf dem Gelände der Türkisch-Islamischen Union der Anstalt für Religion (DİTİB) an der Venloer Straße / Ecke Innere Kanalstraße. Kölns erste repräsentative Moschee wurde nach einem Entwurf von Gottfried und Paul Böhm als imposanter Kuppelbau mit zwei Minaretten am 29. September 2018 eröffnet. Der Bau war vor allem in der Planungsphase umstritten – zum Widerstand gegen einen Moscheebau dieser Größe rief die als rechtspopulistisch bis rechtsextrem eingestufte Bürgerbewegung pro Köln gemeinsam mit einer Bürgerinitiative auf. Ralph Giordanos Ablehnung brachte den geplanten Moscheebau bundesweit in die Schlagzeilen. Seit dem Beginn der Bauarbeiten sind die auf der Straße ausgetragenen Auseinandersetzungen vor Ort deutlich zurückgegangen.

## Verkehr

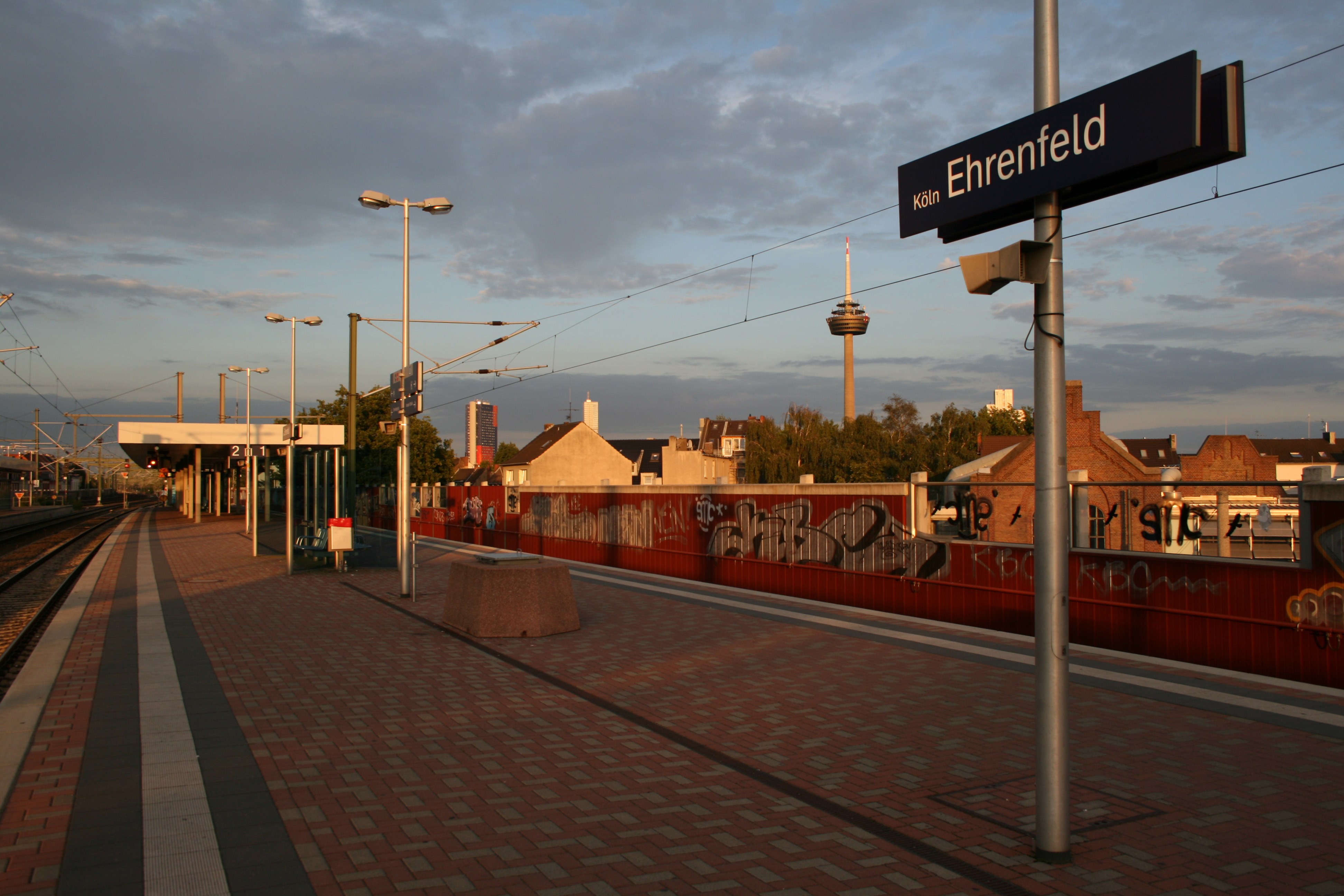
Bahnhof Köln-Ehrenfeld

### Bahnverkehr
Quer durch Ehrenfeld verläuft die Schnellfahrstrecke Köln–Aachen. Der Bahnhof Köln-Ehrenfeld ist ein Regionalbahnhof an der Strecke Köln Hbf – Aachen Hbf bzw. Köln Hbf – Mönchengladbach Hbf und gehört zur Preisklasse 3.
Im Schienenpersonennahverkehr wird der Bahnhof Köln-Ehrenfeld von folgenden Linien bedient (Stand 13. Dezember 2019):
| Linie      | Linienverlauf | Takt                                         |
| ---------- | --- | -------------------------------------------- |
| RE 1 (RRX) | NRW-Express: Aachen Hbf – Aachen-Rothe Erde – Eilendorf (ein Zugpaar) –Stolberg (Rheinl) Hbf – Eschweiler Hbf – Langerwehe – Düren – Horrem – Köln-Ehrenfeld – Köln Hbf – Köln Messe/Deutz – Köln-Mülheim – Leverkusen Mitte – Düsseldorf-Benrath – Düsseldorf Hbf – Düsseldorf Flughafen – Duisburg Hbf – Mülheim (Ruhr) Hbf – Essen Hbf – Wattenscheid – Bochum Hbf – Dortmund Hbf – Dortmund-Scharnhorst (nicht stündlich, im Wechsel mit Nordbögge) – Dortmund-Kurl – Kamen-Methler – Kamen – Bönen-Nordbögge (nicht stündlich, im Wechsel mit Dortmund-Scharnhorst) – Hamm (Westf) Hbf Stand: Fahrplanwechsel Dezember 2023 | 60 min                                       |
| RE 8       | Rhein-Erft-Express: (Mönchengladbach Hbf – Rheydt Hbf – Rheydt-Odenkirchen – Hochneukirch – Jüchen – Grevenbroich –)* Rommerskirchen – Stommeln – Pulheim – Köln-Ehrenfeld – Köln Hbf – Köln Messe/Deutz – Porz (Rhein) – Troisdorf – Friedrich-Wilhelms-Hütte – Menden (Rheinl) – Bonn-Beuel – Bonn-Oberkassel – Niederdollendorf – Königswinter – Rhöndorf – Bad Honnef (Rhein) – Unkel – Linz (Rhein) – Bad Hönningen – Rheinbrohl – Neuwied – Urmitz Rheinbrücke – Koblenz-Lützel – Koblenz Stadtmitte – Koblenz Hbf * nur werktags Stand: Fahrplanwechsel Dezember 2023                                                     | 60 min                                       |
| RE 9       | Rhein-Sieg-Express: Aachen Hbf – Aachen-Rothe Erde – Stolberg (Rheinl) Hbf – Eschweiler Hbf – Langerwehe – Düren – Horrem – Köln-Ehrenfeld – Köln Hbf – Köln Messe/Deutz – Porz (Rhein) – Troisdorf – Siegburg/Bonn – Hennef (Sieg) – Eitorf – Herchen – (Dattenfeld –)* Schladern (Sieg) – (Rosbach (Windeck) –)* Au (Sieg) – (Etzbach –)* Wissen (Sieg) – (Niederhövels – Scheuerfeld (Sieg) –)* Betzdorf (Sieg) – Kirchen – Brachbach (– Niederschelden – Eiserfeld (Sieg))* – Siegen Hbf * Halt einzelner Züge im Nacht- und Berufsverkehr Stand: Fahrplanwechsel Dezember 2023                                              | 60 min                                       |
| RB 27      | Rhein-Erft-Bahn: Mönchengladbach Hbf – Rheydt Hbf – Rheydt-Odenkirchen – Hochneukirch – Jüchen – Grevenbroich – Rommerskirchen – Stommeln – Pulheim – Köln-Ehrenfeld – Köln Hbf – Köln Messe/Deutz – Köln/Bonn Flughafen – Troisdorf – Friedrich-Wilhelms-Hütte – Menden (Rheinl) – Bonn-Beuel – Bonn-Oberkassel – Niederdollendorf – Königswinter – Rhöndorf – Bad Honnef (Rhein) – Unkel – Erpel (Rhein) – Linz (Rhein) – Leubsdorf (Rhein) – Bad Hönningen – Rheinbrohl – Leutesdorf (Rhein) – Neuwied – Engers – Vallendar – Koblenz-Ehrenbreitstein – Koblenz Hbf Stand: Fahrplanwechsel Dezember 2023                      | 60 min                                       |
| RB 38      | Erft-Bahn: Bedburg (Erft) – Glesch – Paffendorf – Zieverich – Bergheim (Erft) – Quadrath-Ichendorf – Horrem – Köln-Ehrenfeld – Köln Hbf – Köln Messe/Deutz Stand: Fahrplanwechsel Dezember 2023 | 60 min 30 min (Bedburg–Horrem wochentags)    |
| S 12       | Horrem – Frechen-Königsdorf – Köln-Weiden West – Köln-Lövenich – Köln-Müngersdorf Technologiepark – Köln-Ehrenfeld – Köln Hansaring – Köln Hbf – Köln Messe/Deutz – Köln Trimbornstraße – Köln Airport Businesspark – Köln Steinstraße – Porz (Rhein) – Porz-Wahn – Spich – Troisdorf – Siegburg/Bonn – Hennef (Sieg) – Hennef Im Siegbogen – Blankenberg (Sieg) – Merten (Sieg) – Eitorf – Herchen – Dattenfeld (Sieg) – Schladern (Sieg) – Rosbach (Sieg) – Au (Sieg) Stand: Fahrplanwechsel Dezember 2023 | 20 min (Horrem–Hennef) 60 min (Hennef–Au)    |
| S 19       | Düren – Merzenich – Buir – Sindorf – Horrem – Frechen-Königsdorf – Köln-Weiden West – Köln-Lövenich – Köln-Müngersdorf Technologiepark – Köln-Ehrenfeld – Köln Hansaring – Köln Hbf – Köln Messe/Deutz – Köln Trimbornstraße – Köln Frankfurter Straße – Köln/Bonn Flughafen – Porz-Wahn – Spich – Troisdorf – Siegburg/Bonn – Hennef (Sieg) – Hennef Im Siegbogen – (Blankenberg (Sieg) /) Merten (Sieg) – Eitorf – Herchen – Dattenfeld (Sieg) – Schladern (Sieg) – Rosbach (Sieg) – Au (Sieg) Stand: Fahrplanwechsel Dezember 2023                                                                                            | 20/40 min (Horrem–Hennef) 60 min (Hennef–Au) |

Oberirdisch halten am Bahnhof Köln-Ehrenfeld S-Bahn- und Nahverkehrszüge als Dammbahn. Ebenerdig verkehrt dort mehr oder weniger quer die Stadtbahnlinie 13 auf dem Ehrenfeldgürtel, unterirdisch halten die Stadtbahnlinien 3 und 4 am U-Bahnhof Venloer Straße/Gürtel.
- Linie 3: Thielenbruch – Dellbrück – Holweide – Buchheim – Bf. Deutz – Severinsbrücke – Neumarkt – Friesenplatz – U-Bahnhof Hans-Böckler-Platz/Bf. West – Venloer Straße – U-Bahnhof Venloer Straße/Gürtel (Bf Ehrenfeld) – Ehrenfeld – Bickendorf – Bocklemünd – Mengenich – Görlinger-Zentrum

Die Linie 3 verkehrt werktags alle 10 Minuten. Auf der etwa 22 km langen Strecke, die mit einer durchschnittlichen Geschwindigkeit von 26 km/h befahren wird, befinden sich 32 Haltestellen, davon sind 11 U-Bahnhöfe. Am Bf. Deutz trifft die Linie 3 wieder auf alle auch in Ehrenfeld verkehrenden Eisenbahn- und S-Bahn-Linien, und in Buchheim trifft sie wieder auf die Linie 13. Die Linie 3 verkehrt teilweise nur ab/bis Holweide.
- Linie 4: Schlebusch – Höhenhaus – Mülheim – Bf. Deutz – Severinsbrücke – Neumarkt – Friesenplatz – U-Bahnhof Hans-Böckler-Platz/Bf. West – Venloer Straße – U-Bahnhof Venloer Straße/Gürtel (Bf Ehrenfeld) – Ehrenfeld – Bickendorf – Bocklemünd.

Die Linie 4 fährt ebenfalls werktags im 10-Minuten-Takt. Die Strecke der Linie 4 ist ähnlich lang (22 km), bei 29 Haltestellen (davon 12 U-Bahnhöfe) kann eine durchschnittliche Geschwindigkeit von 28 km/h gefahren werden. Am Bf. Deutz trifft die Linie 4 wieder auf alle auch in Ehrenfeld verkehrenden Eisenbahn- und S-Bahn-Linien und am Wiener Platz trifft sie wieder auf die Linie 13. Abends fährt die Linie 4 nur ab/bis Bickendorf Rochusplatz.
- Linie 5: Sparkasse Am Butzweilerhof – IKEA Am Butzweilerhof – Alter Flughafen Butzweilerhof – Rektor-Klein-Straße (JVA Köln) – Margaretastraße – Iltisstraße – Lenauplatz – Nußbaumerstraße – Subbelrather Straße/Gürtel (Bf Ehrenfeld) – Liebigstraße – Gutenbergstraße – U-Bahnhof Hans-Böckler-Platz/Bf. West – Friesenplatz – Appellhofplatz/Zeughaus – Dom/Hbf – Rathaus – Heumarkt

Die Haltestelle Subbelrather Straße/Gürtel ist 5–10 Gehminuten vom Bf Ehrenfeld entfernt.
- Linie 13 Gürtelbahn: Sülzgürtel – Kölner Gürtel – Lindenthal – Braunsfeld – Bf Ehrenfeld – Geldernstraße/Parkgürtel – Neusser Straße/Gürtel – Riehl – Mülheim – Bahnhof Köln-Mülheim – Holweide

Die Linie 13 wird werktags ebenfalls im 10-Minuten-Takt bedient. Die Strecke der Linie 13 ist 16,2 km lang, bei 22 Haltestellen (davon 7 Tunnelbahnhöfe oder Hochbahnstationen) wird eine durchschnittliche Reisegeschwindigkeit von 29,5 km/h erreicht. Am Bahnhof Köln-Mülheim trifft sie wieder auf den RE 1, am Wiener Platz trifft sie wieder auf die Linie 4 und in Buchheim wieder auf die Linie 3.
Siehe hierzu auch den Hauptartikel U-Bahnhof Venloer Straße/Gürtel
Vier Stadtbahnlinien (3, 4, 5 und 13) verbinden Ehrenfeld mit dem Stadtzentrum sowie mit den umliegenden Stadtteilen. Siehe hierzu auch die Hauptartikel U-Bahnhof Rochusplatz, U-Bahnhof Leyendeckerstraße, U-Bahnhof Venloer Straße/Gürtel, U-Bahnhof Körnerstraße und U-Bahnhof Piusstraße.

### Straßenverkehr
Bis zu ihrem Umbau als Einkaufs- und Geschäftsstraße war die Venloer Straße eine der Hauptausfallstraßen Kölns. Heute wird sie entlastet durch die nahegelegene A 57 sowie durch die radial aus Köln führenden Vogelsanger und Subbelrather Straße. Den Querverkehr nehmen als Teil des Kölner Ringstraßensystems der Maarweg, die Äußere Kanalstraße, der Ehrenfeldgürtel sowie die Innere Kanalstraße auf.

## Persönlichkeiten

### Personen, die mit Ehrenfeld in Verbindung stehen
- Peter Brings (* 8. September 1964), Mitglied der Kölner Mundartband Brings
- Norbert Burger (* 24. November 1932 in Ehrenfeld; † 16. Mai 2012), Kölner Oberbürgermeister von 1980 bis 1999
- Klaus Dick (* 27. Februar 1928 in Köln-Ehrenfeld; † 25. Februar 2024), Weihbischof des Erzbistums Köln
- Heinrich Engels (* 30. Oktober 1872 in Ehrenfeld; † 3. Dezember 1943), römisch-katholischer Theologe, Offizial im Erzbistum Köln
- Anton Franken (* 21. Juni 1879 in Ehrenfeld; † 23. Februar 1937 in Köln-Deutz), Architekt
- Lutz van der Horst (* 20. August 1975), Comedy-Autor, Komiker, Fernsehmoderator und Musiker
- Lutwin Jülich (* 30. Oktober 1888 in Köln-Ehrenfeld; † 12. November 1953 in Simmern), Jurist und Landrat
- Pitt Krüger (* 9. Juni 1904; † 26. August 1989), Arbeitersohn, Lehrer, Sozialist, Pazifist, Reformpädagoge, Emigrant, Mitbegründer von La Coûme und der Fondation Krüger
- Hans Mayer (*zu† 19. März 1907; † 19. Mai 2001), Literaturwissenschaftler, Kritiker, Schriftsteller und Musikwissenschaftler
- Jean Pütz (* 21. September 1936), deutsch-luxemburgischer[27] Wissenschaftsjournalist und Fernsehmoderator
- Franz Rheinberger (* 22. Februar 1927 in Köln-Ehrenfeld; † 10. November 1944 ebenda), Widerstandskämpfer und Opfer des Nationalsozialismus
- Josef Schnichels (* 8. September 1903; † 7. August 1964), „D’r Strohhut“, bekannter Eisverkäufer der Nachkriegszeit, meist mit einem Strohhut bekleidet, engagierter Karnevalist
- Günther Schwarz (* 26. August 1928 in Köln; † 10. November 1944 ebenda), deutscher Widerstandskämpfer gegen den Nationalsozialismus aus der Ehrenfelder Gruppe.
- Volker Spelthann, Bezirksbürgermeister des Stadtbezirks Ehrenfeld seit 2020, Bündnis 90/Die Grünen
- Hans Wallpott (* 8. Juni 1927; † 16. Mai 2017 in Prüm), engagierter Karnevalist, Gründer des Eifel-Zoos, Bekleidungsindustrieller
- Günter Wallraff (* 1. Oktober 1942), investigativer Journalist und Schriftsteller
- Gerhard Wilczek (* 18. Dezember 1923; † 19. Januar 2003), Politiker, Karnevalist, Hobbyhistoriker sowie Schriftsteller.[28]
- August Christian Winkler (* 9. Januar 1900 in Köln-Ehrenfeld; † 31. Oktober 1961 in München), Politiker und Organisationsleiter des Katholischen Gesellenvereins in Köln
- Josef Wirges (* 31. Oktober 1952 in Köln-Ehrenfeld), Bezirksbürgermeister des Stadtbezirks Ehrenfeld von 1996 bis 2020, SPD